# Manfred Reichert
Manfred Reichert poreclit „Manni“ (n. 28 octombrie 1940, Königsberg; d. 10 aprilie 2010, Remscheid) a fost un fotbalist german. În Bundesliga a jucat în apărare, el a fost activ la clubul sportiv  SV din Wuppertal.